# Bahnhof Rheinsberg (Mark)
Der Bahnhof Rheinsberg (Mark) liegt in der gleichnamigen Stadt Rheinsberg im Norden Brandenburgs. Er bildet das heutige Ende der Bahnstrecke Löwenberg–Flecken Zechlin. Der Bahnhof befindet sich im Besitz des Eisenbahninfrastrukturunternehmens RegioInfra.

## Lage
Der Bahnhof liegt südlich der Rheinsberger Innenstadt, knapp einen Kilometer von Markt und Schloss entfernt. Im Bahnhof Rheinsberg endet heute die aus Löwenberg kommende Bahnstrecke, die bis zum Ende des Zweiten Weltkriegs bis Flecken Zechlin führte. An seinem Südkopf zweigt die Strecke zum ehemaligen Kernkraftwerk Rheinsberg ab.

## Geschichte

### Die Anfänge
Nachdem Rheinsberg bis zum Ende des 19. Jahrhunderts nicht direkt aus Berlin aus erreichbar war, zeigte man 1894 erstmals Interesse an einer Bahnverbindung. Allerdings war man unzufrieden mit der Bezeichnung Kleinbahn und befürchtete eine nicht vollwertige Strecke. Die Rheinsberger verpassten schließlich die Bauplanung und so endete diese zunächst in Lindow. 1897 war man inzwischen auch in der Stadt Rheinsberg mit einer Kleinbahn zufrieden und ließ die Strecke bis Rheinsberg erweitern. Der Lindower Bahnhof diente als Vorbild für den Bau des Empfangsgebäudes. Während sich das Erscheinungsbild des Rheinsberger Empfangsgebäudes bis heute kaum geändert hat, war der Güterschuppen früher noch viel kleiner und in Fachwerk gebaut.
1899 fuhr der erste Personenzug vom Rheinsberger Bahnhof und seit der Jahrhundertwende wurden auch Postsendungen mit der Bahn transportiert. Nachdem die ersten Jahre wirtschaftlich sehr erfolgreich verliefen, wurden auch Anschlussgleise sowie weitere Bahnhöfe an der Strecke in Betrieb genommen.

### Erster Weltkrieg und Erweiterung der Strecke
Die Kriegsjahre wirkten sich wirtschaftlich negativ auf alle Privatbahnen im Kreis Ruppin aus. Der Güterverkehr ging zurück, es entstanden höhere Personal- und Sachaufwendungen. Die Beförderungsqualität ließ auch in der Nachkriegszeit zu wünschen übrig. 1921 schloss sich die Löwenberg-Lindow-Rheinsberger der Ruppiner Eisenbahn an.
Nachdem bereits viele Varianten zur Verdichtung des Eisenbahnnetzes diskutiert wurden, konzentrierte man sich hauptsächlich auf eine Weiterführung nach Zechlin. Am 15. Mai 1928 traf in Flecken Zechlin der erste Zug aus Rheinsberg ein. In den 1930er Jahren erweiterte man den Bahnhof um eine 25.000-Liter-Tankanlage und den Triebwagenstand auf 23 Meter. Zu dieser Zeit waren am Rheinsberger Bahnhof folgende Eisenbahner beschäftigt: 1 Stationsvorsteher, 1 Obersekretär, 1 Assistent, 2 Betriebsassistenten, 1 Gehilfe, 4 Lokomotivführer, 4 Heizer, 1 Oberschaffner, 5 Schaffner, 2 Hilfsschaffner, 1 Bodenmeister.

### Zweiter Weltkrieg und DDR-Zeit
Zur Zeit des Zweiten Weltkriegs war die Eisenbahn als Transportmittel für Kriegsgüter und Soldaten plötzlich sehr gefragt. So wurden 1942 Kunstschätze aus dem von Bomben bedrohten Schloss Sanssouci nach Rheinsberg gebracht. Nachdem drei von vier Triebwagen zerstört wurden, damit sie dem Feind nicht in die Hände fallen, wurde der vierte Zug im Rheinsberger Lokschuppen eingemauert, wo dieser schließlich auch den Krieg überstand. Nach der Kapitulation von Deutschland musste das Eisenbahnnetz drastisch reduziert werden, und so verschwanden die Gleise nach Flecken Zechlin als Reparationsleistung. Damit war der Bahnhof wieder Endstation für die aus Berlin und Löwenberg kommenden Züge.

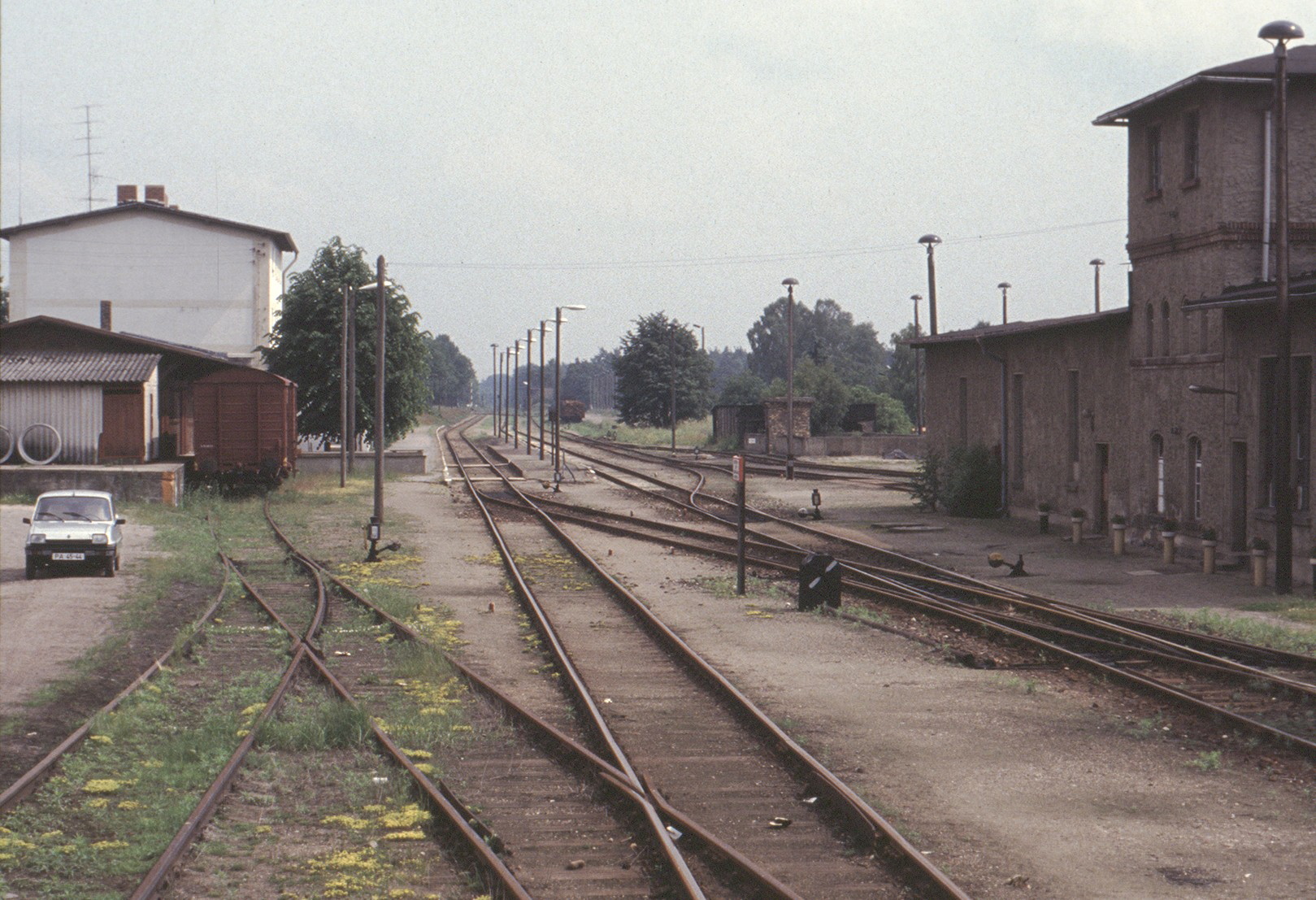
Gleisanlage (vom Nordkopf aus gesehen), 1991

1957 begann der Bau der Anschlussbahn zum Kernkraftwerk Rheinsberg, in dieser Zeit entstand auch das Stellwerk im Einfahrtsbereich. Ein Jahr später wurde der Betrieb aufgenommen, bis zu acht Zugpaare verließen den Bahnhof täglich in Richtung KKW. In den 1960er Jahren spielte der Güterverkehr am Bahnhof eine bedeutende Rolle, der Personenverkehr wurde hauptsächlich vom Tourismus getragen. Ab den 1970er Jahren wurden die Dampflokomotiven durch Dieselzüge ersetzt.

### Wiedervereinigung und Gegenwart
Nach der Wende änderte sich nicht viel am Betrieb, lediglich der Personenverkehr zum KKW wurde Ende 1996 eingestellt. Zunächst war der Bahnhof mit der Regionalbahnlinie 12 an die Hauptstadt angebunden, ehe ab 2000 der Prignitz-Express bis Rheinsberg verkehrte. Während die Fahrgastzahlen auf der Gesamtstrecke enorm stiegen, wurde der Verkehr aufgrund von niedrigen Fahrgastzahlen eingestellt. Seitdem fahren die Züge wieder die historische Route über Löwenberg. Die Fahrten wurden jedoch sehr reduziert, sodass Personenverkehr bis zum Saisonende im Herbst 2018 nur noch von Karfreitag bis zum Sonntag nach den Brandenburger Herbstferien stattfand. Seit dem Fahrplanwechsel am 9. Dezember 2018 verkehrt die Linie, zunächst im Probebetrieb, wieder ganzjährig.

## Gebäude und Anlagen

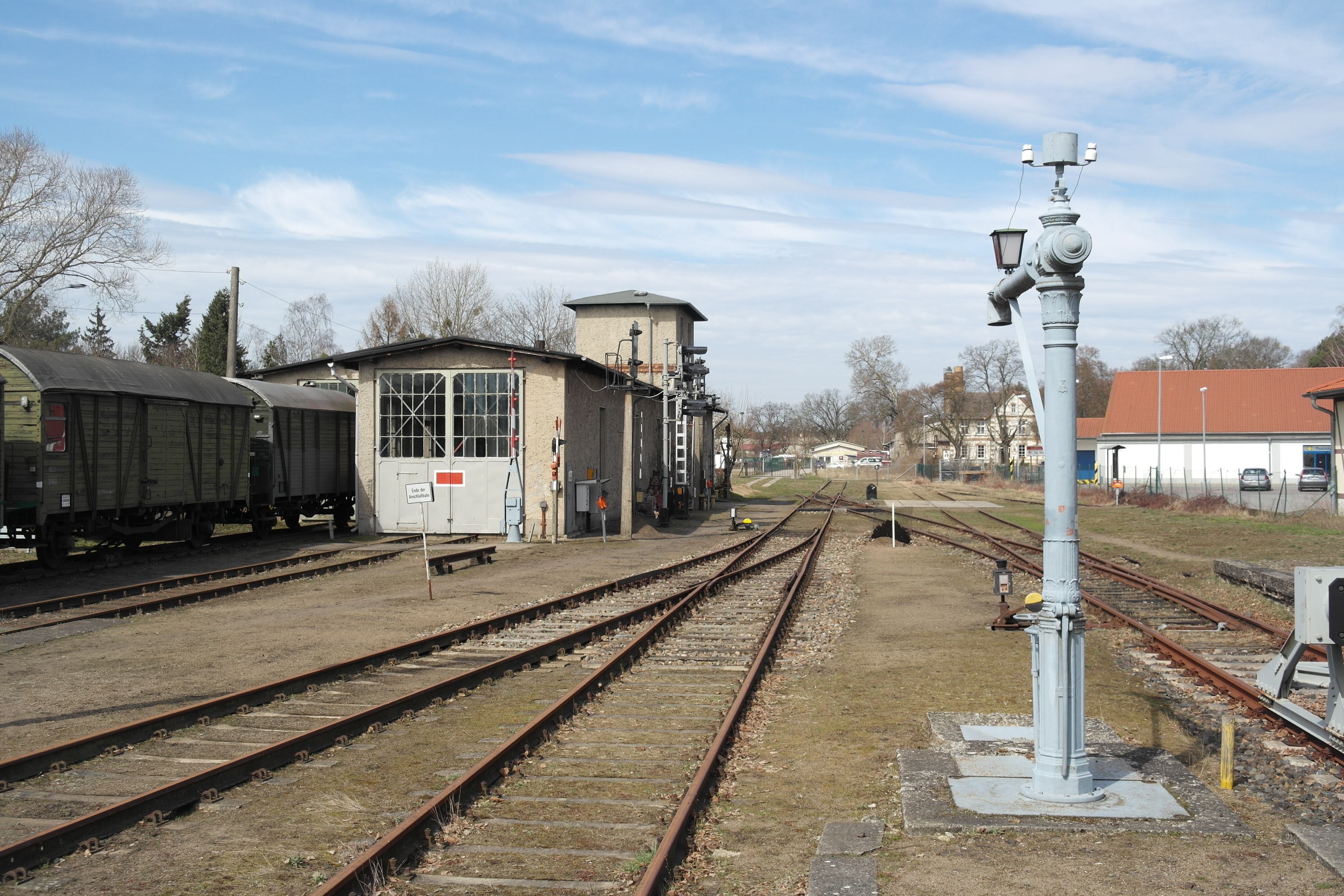
Anlagen des Eisenbahnmuseums mit Lokschuppen, Stellwerk und Wasserkran

Der Bahnhof Rheinsberg besteht u. a. aus dem Empfangsgebäude, einem Lokschuppen und dem Güterboden. Er und seine Nebengebäude stehen unter Denkmalschutz, ebenso wie das wenige hundert Meter entfernte Stellwerk. Bis 1996 befand sich im Empfangsgebäude ein Fahrkartenverkauf der Deutschen Bahn AG, heute beherbergt das Gebäude eine Gaststätte sowie Wohnungen in den oberen Etagen.
Das für den Personenverkehr genutzte Gleis 1 sowie der Hausbahnsteig befinden sich im Eigentum der RegioInfra, die restlichen Gleise und Anlagen gehören der Arbeitsgemeinschaft Rheinsberger Bahnhof. Dazu gehört auch der Güterbahnhof südlich vom Personenbahnhof.
Trotz des Vorhandenseins eines Fahrkartenautomaten sowie einer Toilette auf dem Vorplatz, gehört der Bahnhof laut VBB zu den qualitativ schlechtesten Stationen in Berlin-Brandenburg. Dies ist u. a. auf fehlende Fahrgastinformationen zurückzuführen.
Zur Betriebsaufnahme der NEB erneuerte die RIG Anfang 2016 das Mobiliar des Bahnhofs. Alle ehemaligen DB-Schilder wurden in der Unternehmensfarbe grün neu beklebt. Dabei wurde auch besonders auf die Fahrgastinformation geachtet, so dass Ortsunkundige sich schneller und besser orientieren können. Ein 2017 erhöhter Bahnsteig sorgt für einen barrierefreien Einstieg und ersetzt einen bisher eingesetzten Hublifter. Frühestens 2022 wird der Bahnhof komplett barrierefrei sein.

## Güterverkehr
Bis zum Ende der 1980er Jahre wurde der Güterbahnhof, der sich südlich von Bahnhof befindet, als solcher regelmäßig genutzt. So verfügte der Bahnhof früher über Anschlussgleise zur Forstwirtschaft, einer Steingutfabrik und der BHG. Auch die Rheinsberger Carmolwerke sowie eine Kiesgrube verfügten über eigene Gleise. Der heutige Güterverkehr beschränkt sich hauptsächlich auf Transporte des Kernkraftwerks und der Holzwirtschaft, ansonsten findet Güterverkehr nur bei Bedarf statt.

## Arbeitsgemeinschaft Rheinsberger Bahnhof

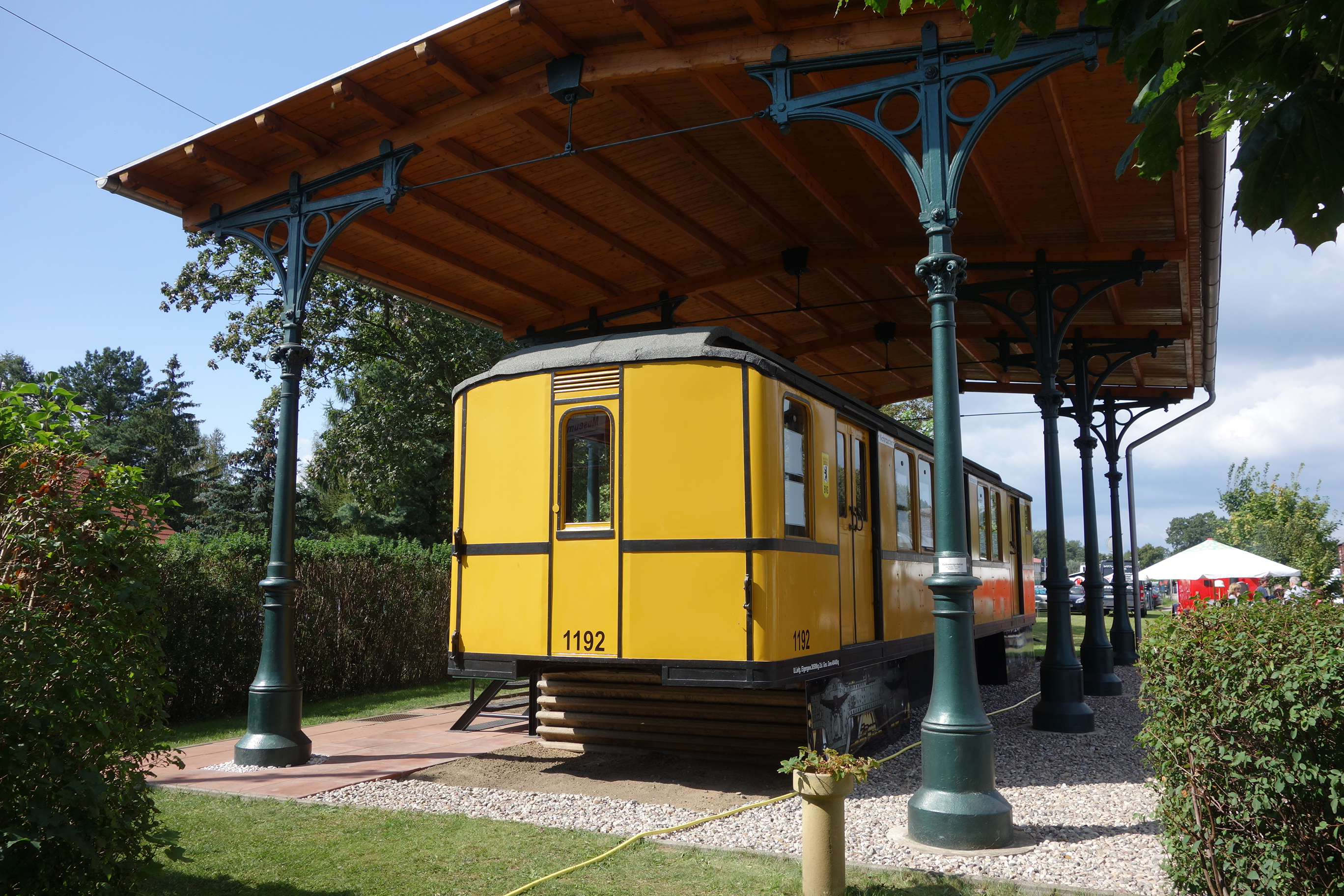
Historischer U-Bahn-Wagen von 1927 im Eisenbahnmuseum

Zum 100-jährigen Jubiläum des Bahnhofs veranstaltete die Arbeitsgemeinschaft Rheinsberger Bahnhof e. V. das erste Rheinsberger Bahnhofsfest. So finden im Rahmen dieses Festes u. a. Triebwagenfahrten zum Werksbahnhof Stechlinsee statt. Besichtigungen des Bahnhofsmuseums im ehemaligen Lokomotivschuppen sind dienstags von 14 bis 18 Uhr möglich. Zu verschiedenen Volksfesten in Rheinsberg fährt eine historische Dampflok als Sonderzug von Berlin nach Rheinsberg und zurück.
Seit 2006 steht nördlich des Lokschuppens unter einem Dach mit – vom Bahnhof Berlin Ostkreuz stammenden – gusseisernen Stützen der ehemalige Berliner U-Bahn-Triebwagen 1192 (vormals 115) der Baureihe BII. Dieser wird, ebenso wie das Eisenbahnmuseum im Lokschuppen sowie die historischen Signale, von der Arbeitsgemeinschaft Rheinsberger Bahnhof betreut.
Als Ausstellungsgegenstand ist weiterhin ein 12-achsiger Container-Transportwagen für ausgebrannte Brennelemente des Kernkraftwerkes Rheinsberg (Heimatbahnhof Lubmin) mit einer Tarn-Abdeckung in Form eines Transformators zu sehen, der am 29. März 1989 letztmals verkehrte. Auf einem Denkmalsockel ist ferner die Achse einer Dampflokomotive ausgestellt.

## Verkehrsanbindung

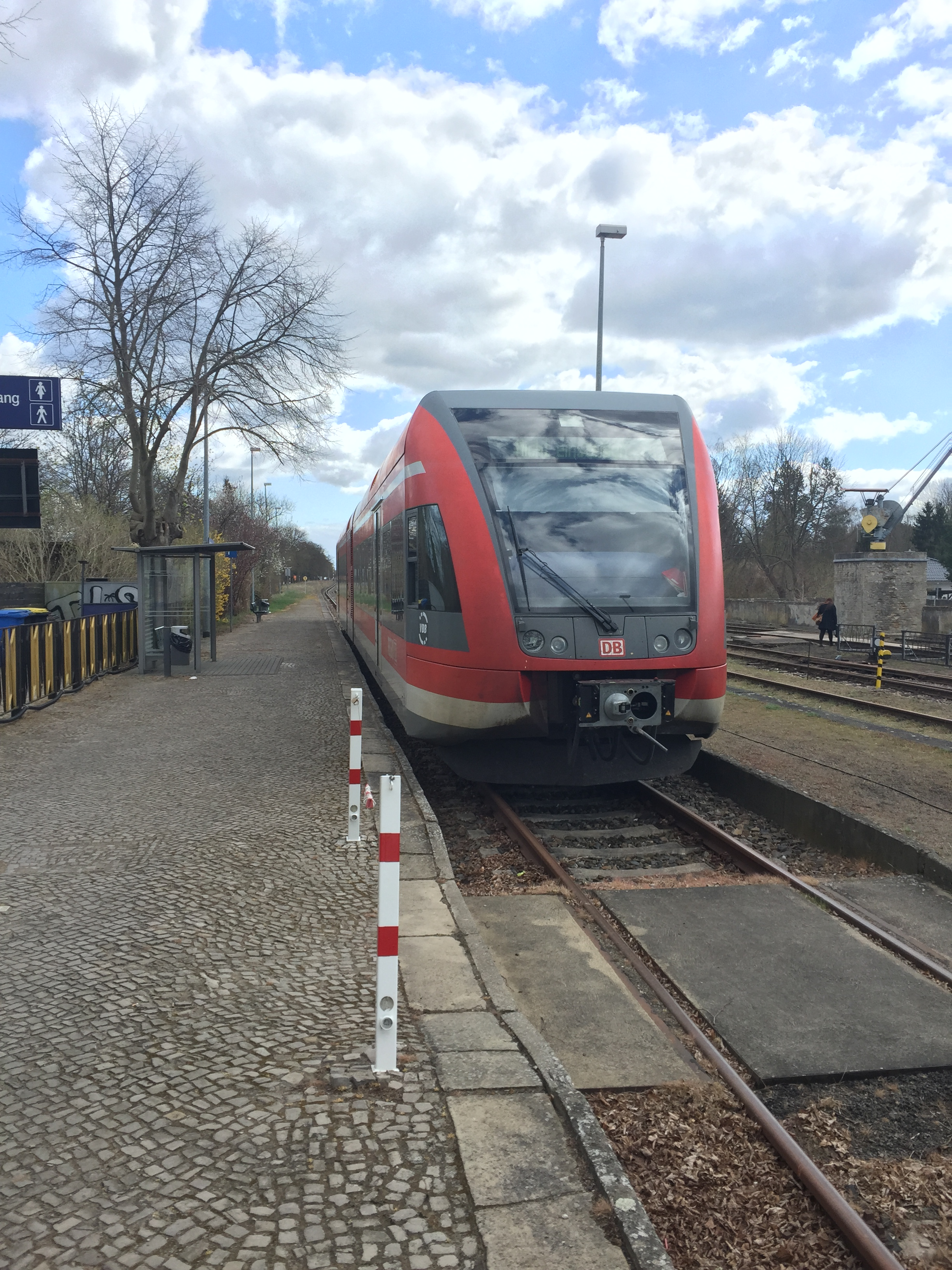
Regionalbahn 54 im Bahnhof, 2015

### Schienenpersonenverkehr
Der reguläre Personenverkehr zum Kernkraftwerk Rheinsberg wurde am 20. Dezember 1996 eingestellt, aufgrund einer Straßensperrung 2005 jedoch für die mit dem Rückbau beschäftigten Mitarbeiter wieder aufgenommen. Im Rahmen des jährlich stattfindenden Bahnhoffests finden mehrmals tägliche Ausflugsfahrten zum ehemaligen KKW statt. Im Sommer 2017 verlängerte die NEB erstmals ein Zugpaar bis zum Bahnhof Stechlinsee. Auf dem Abschnitt verkehren am Wochenende im Juli und August die regulären Züge der RB 54, allerdings ohne Anwendung des VBB-Tarifs. Für die Verlängerung wird kein zusätzlicher Triebwagen benötigt, sondern lediglich die lange Wendezeit in Rheinsberg genutzt.
Seit Dezember 2018 findet am Bahnhof Rheinsberg der Personenverkehr ganzjährig statt. Auf der Regionalbahnlinie RB 54 verkehren die Züge im Zweistundentakt, mit einer dreistündigen Lücke um die Mittagszeit, von und nach Löwenberg, wo sie direkten Anschluss an die RB 12 nach Berlin haben. Am Wochenende fährt morgens ein Zug vom und abends zum Bahnhof Ostkreuz.
| Linie                    | Verlauf | Takt (min) | Betreiber |
| ------------------------ | --- | ---------- | --------- |
| RB 54                    | Rheinsberg (Mark) – Lindow (Mark) – Herzberg (Mark) – Löwenberg (Mark) (– Oranienburg – Berlin-Hohenschönhausen – Lichtenberg – Berlin Ostkreuz) | 120        | NEB       |
| Stand: 15. Dezember 2024 | |            |           |

#### Ehemalige Linien
| Linie | Verlauf | Betreiber | eingestellt |
| ----- | --- | --------- | ----------- |
| RE 6  | Rheinsberg (Mark) – Herzberg (Mark) – Neuruppin Rheinsberger Tor – Hennigsdorf (b Berlin) – Berlin-Spandau   | DB Regio  | 2006        |
| RB 12 | Rheinsberg (Mark) – Herzberg (Mark) – Löwenberg (Mark) – Oranienburg – Berlin-Lichtenberg – Frankfurt (Oder) | DB Regio  | 2000        |

### Busverkehr
Mehrere Buslinien der Ostprignitz-Ruppiner Personennahverkehrsgesellschaft fahren den Bahnhof an. In Abstimmung mit den Ankünften und Abfahrten der Bahn fährt der Rheinsberger Seenbus auf den Linien 785 und 788 in die Ortsteile Flecken Zechlin und Großzerlang. Außerdem hält der PlusBus Ruppiner Seenland am Rheinsberger Bahnhof.
| Linie | Verlauf                                                       |
| ----- | ------------------------------------------------------------- |
| 764   | Rheinsberg – Lindow – Neuruppin                               |
| 784   | (Rheinsberg –) Lindow – Gransee                               |
| 785   | Rheinsberg – Linow – Dorf Zechlin – Flecken Zechlin (– Mirow) |
| 788   | Rheinsberg – Zechlinerhütte – Großzerlang                     |
| 794   | Rheinsberg – Gühlen Glienicke (– Neuruppin)                   |